# Sałatka Snickers

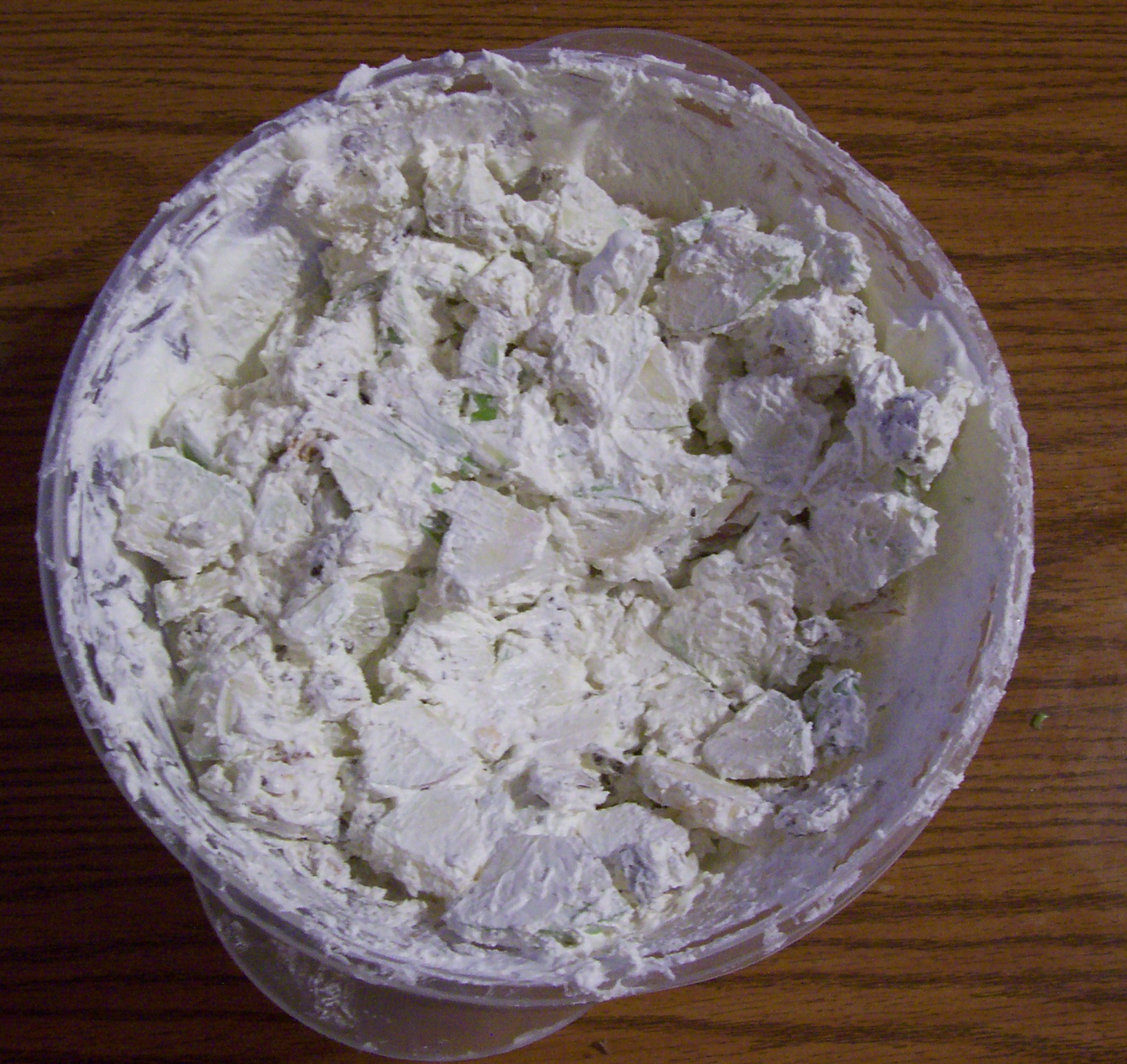
Sałatka Snickers

Sałatka Snickers (sałatka ze Snickersów, ang. Snickers salad) – słodki deser, wywodzący się z amerykańskiego Midwestu. W skład potrawy wchodzą pokrojone batony Snickers, jabłka Granny Smith, bita śmietana, kisiel mleczny, a także według innych przepisów takie składniki jak winogrona, banany, ananas, śmietana kwaśna, sok cytrynowy i inne.

## Potrawa
Potrawa jest łatwa do przygotowania, nie zawiera żadnych drogich lub trudnych do zdobycia składników, a jej przygotowanie polega jedynie na pokrojeniu i wymieszaniu składników. Potrawa znana jest popularnie jako „sałatka” (ang. salad), ale często podawana jest jako deser. Według popularnego powiedzenia, to czy jest sałatką czy deserem zależy od tego, na którym końcu stołu jest podana (razem w innymi sałatkami czy z deserami). W popularnych książkach kucharskich potrawa jest traktowana jako „sałatka”.

## Przepis
Według podstawowego przepisu, potrawa składa się z pokrojonych Snickersów, kawałków jabłek (Granny Smith, Fuji), bitej śmietany i budyniu, pomieszanych razem i podawanych w dużej salaterce. Według innych, bardziej rozbudowanych przepisów, potrawa może zawierać także winogrona, krojone banany, kawałki ananasa, maślankę, sok cytrynowy, kwaśną śmietanę, ser śmietankowy, marshmallow pod różnymi postaciami czy majonez. Istnieją także jeszcze bardziej słodkie odmiany potrawy zawierające składniki takie jak kawałki czekolady, posypki cukiernicze, sosy czekoladowe lub karmelowe, orzeszki ziemne lub pokruszone precle. Sałatka podawana jest na zimno.